# ریچارد بویل، دومین ویکنت شانون
ریچارد بویل، دومین ویکنت شانون (انگلیسی: Richard Boyle, 2nd Viscount Shannon؛ ۱۶۷۵ – ۲۰ دسامبر ۱۷۴۰) فرد نظامی اهل پادشاهی بریتانیای کبیر بود.